# Boncourt (Meurthe-et-Moselle)
Boncourt ist eine französische Gemeinde mit 176 Einwohnern (Stand 1. Januar 2022) im Département Meurthe-et-Moselle in der Region Grand Est (vor 2016 Lothringen). Sie gehört zum Arrondissement Val-de-Briey und ist Mitglied im Gemeindeverband Communauté de communes Orne Lorraine Confluences. Die Einwohner werden Boncourtois(es) genannt.

## Geografie
Die Gemeinde liegt etwa 26 Kilometer nordwestlich von Metz. Der Fluss Orne durchzieht die Gemeinde und bildet streckenweise die Gemeindegrenze. Nachbargemeinden sind Thumeréville im Norden, Abbéville-lès-Conflans im Nordosten, Conflans-en-Jarnisy im Osten und Südosten, Friauville im Süden, Puxe im Südwesten sowie Jeandelize im Westen.

## Geschichte
Boncourt gehörte historisch zum Herzogtum Bar, das 1766 an Frankreich fiel. Bis zur Französischen Revolution lag die Gemeinde dann im Grand-gouvernement de Lorraine-et-Barrois. Die Gemeinde lag bis 1871 im alten Département Moselle, seither bildet sie einen Teil des Départements Meurthe-et-Moselle.

## Bevölkerungsentwicklung
| Jahr                       | 1962 | 1968 | 1975 | 1982 | 1990 | 1999 | 2007 | 2019 |
| Einwohner                  | 194  | 188  | 141  | 136  | 197  | 194  | 187  | 170  |
| Quellen: Cassini und INSEE |      |      |      |      |      |      |      |      |

## Sehenswürdigkeiten
- Mehrere Bauernhäuser aus dem 18. und 19. Jahrhundert in der Grande Rue und Rue Albert Gilles
- Pfarrkirche Saint-Laurent aus dem 19. Jahrhundert
- Brücke über die Orne aus dem 18. Jahrhundert
- Weitere alte Häuser im Dorfzentrum
- Grabmal an der Route de Thumeréville
- Tafel für die Gefallenen des Ersten Weltkriegs[1]
- Tafel für die Gefallenen der Kolonialkriege[2]

Quelle: